# Atchison
Atchison – miasto położone w hrabstwie Atchison. Zostało założone w 1854 roku.